# Електромобільний Марафон

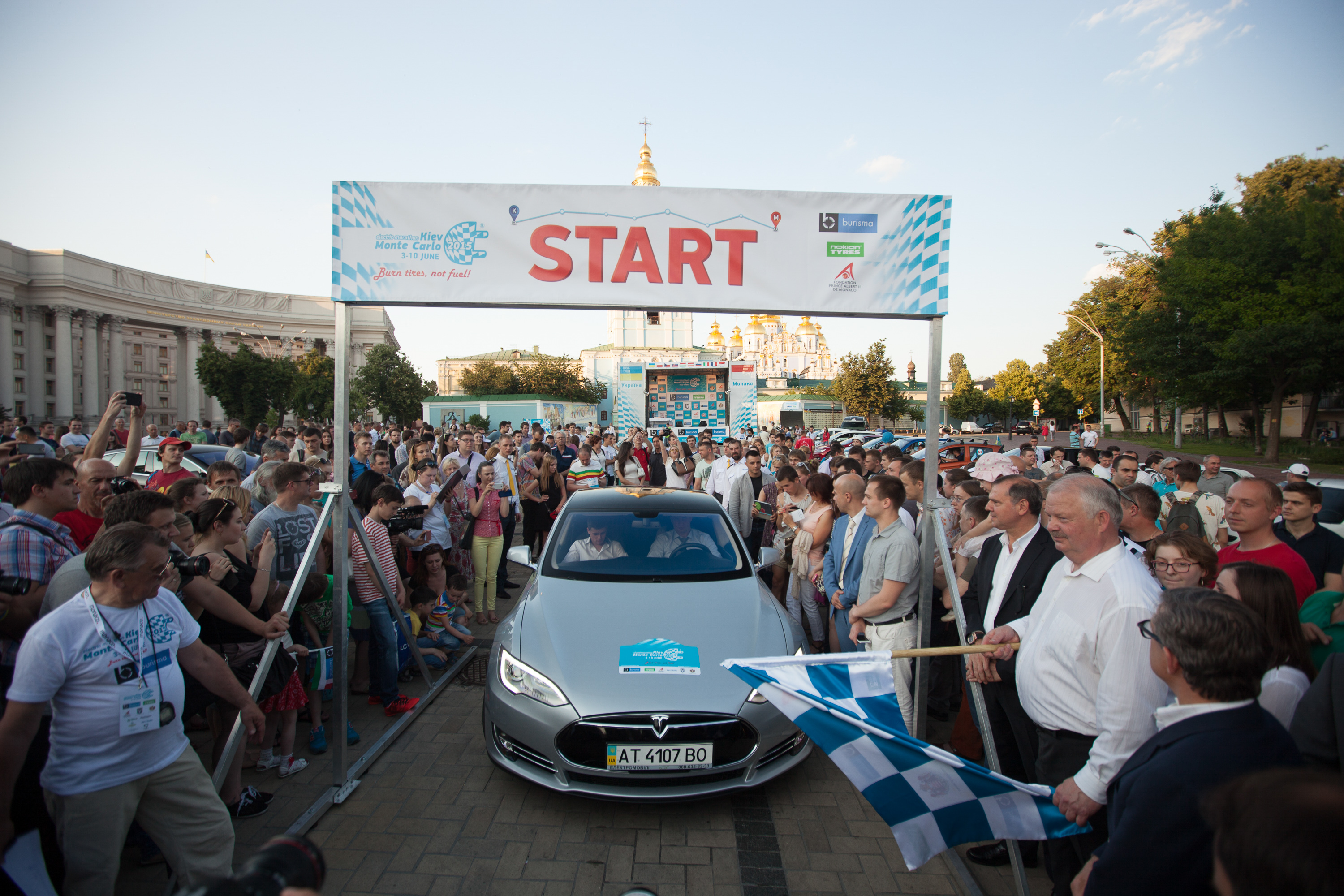
Старт «Електромобільного Марафону 2015» в Києві

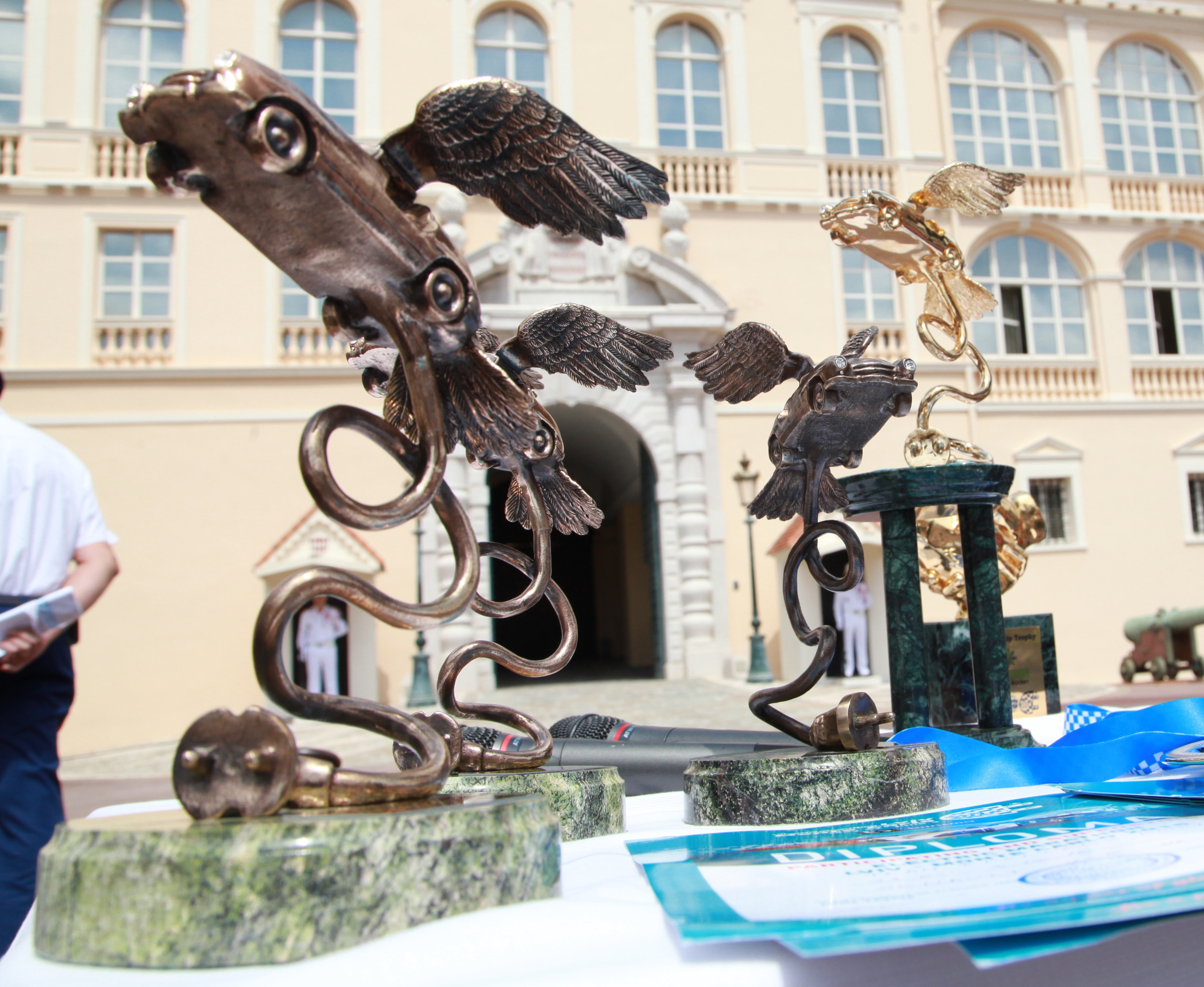
Нагороди переможцям «Електромобільного Марафону»

«Електромобільний Марафон» — ралі-марафон, що відбувається на території Європи з 2011 року щорічно. До участі у Електромобільному Марафоні приймаються усі бажаючі на електромобілі чи гібридному автомобілі з можливістю підключення до електромережі (так звані plug-in hybrid electric vehicle або PHEV). При цьому, брати участь у ралі можуть як серійні електромобілі та гібриди, так і переобладнані авто й саморобні моделі, які мають офіційну реєстрацію і право рухатись автомобільними дорогами загального користування.
Окрім електромобілів, на окремих етапах «Електромобільного Марафону» в ралі беруть участь електричні велосипеди, електроскутери, електричні квадроцикли тощо.
Також, під час проведення офіційних церемоній, символічну участь у Марафоні беруть й інші електричні транспортні засоби — наприклад, трамваї, електробуси.
Задекларована місія «Електромобільного Марафону» — привернути увагу європейської та світової спільноти до проблем захисту навколишнього середовища, популяризувати транспортні засоби з нульовими викидами до атмосфери, а також сприяти розвитку інфраструктури з обслуговування електрокарів у Європі.
Проведення «Електромобільного Марафону» супроводжують офіційні та громадські заходи: зустрічі з керівництвом міст на шляху ралі, екологічними конференціями, творчими молодіжними конкурсами. Наприклад, у 2016 році в Монако за участі низки світових політиків, бізнесменів та громадських діячів пройшов Міжнародний форум з енергетичної безпеки «Energy Security for the Future: New sources, Responsibility, Sustainability», що був приурочений до фінішу «Електромобільного Марафону». Цей захід організувала компанія «Electric Marathon International» разом з Фондом Князя Монако Альбера ІІ, Почесним консульством Монако в Естонії та компанією «Burisma».

## Регламент

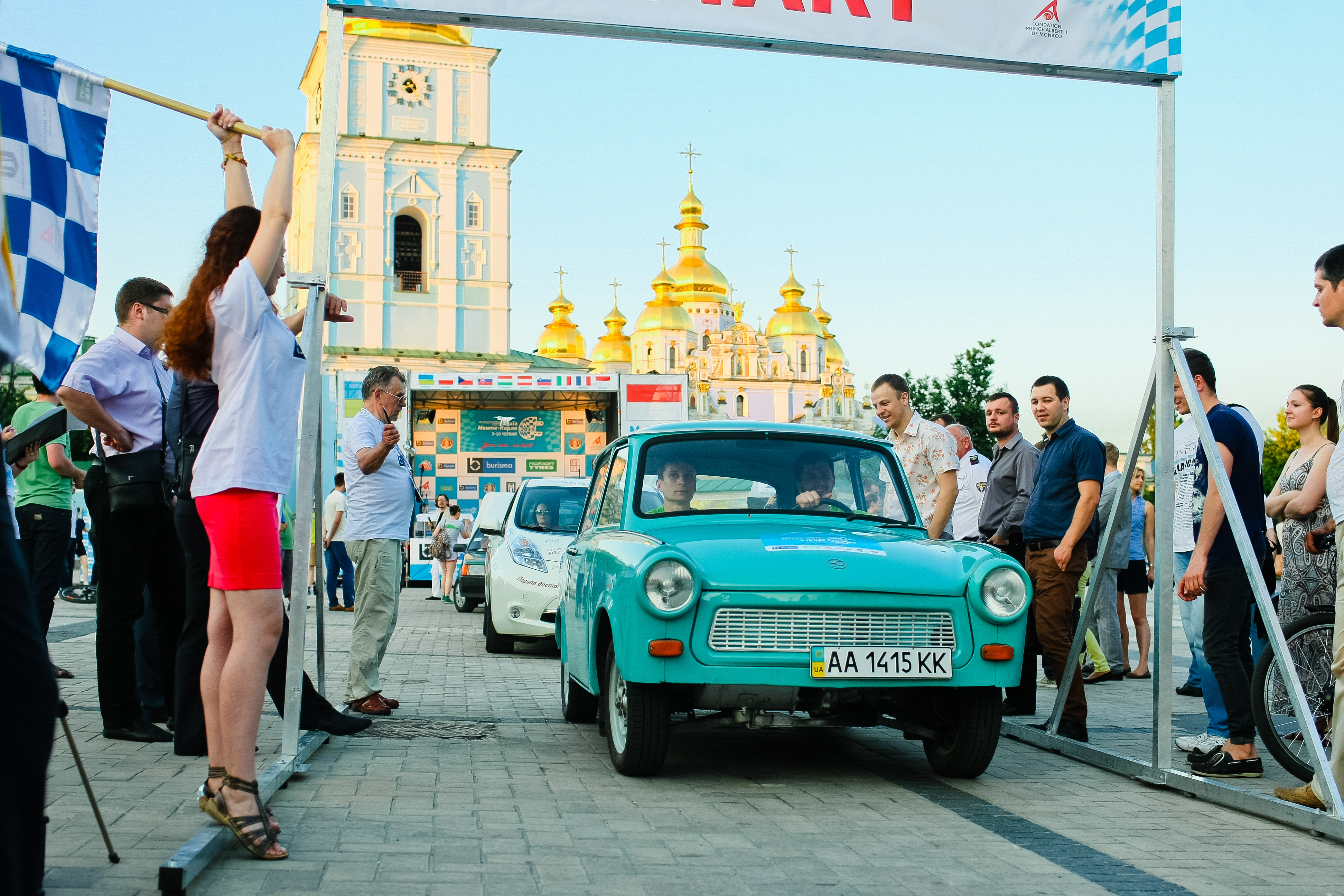
Trabant, переобладнаний у електромобіль, на старті Електромобільного Марафону 2015

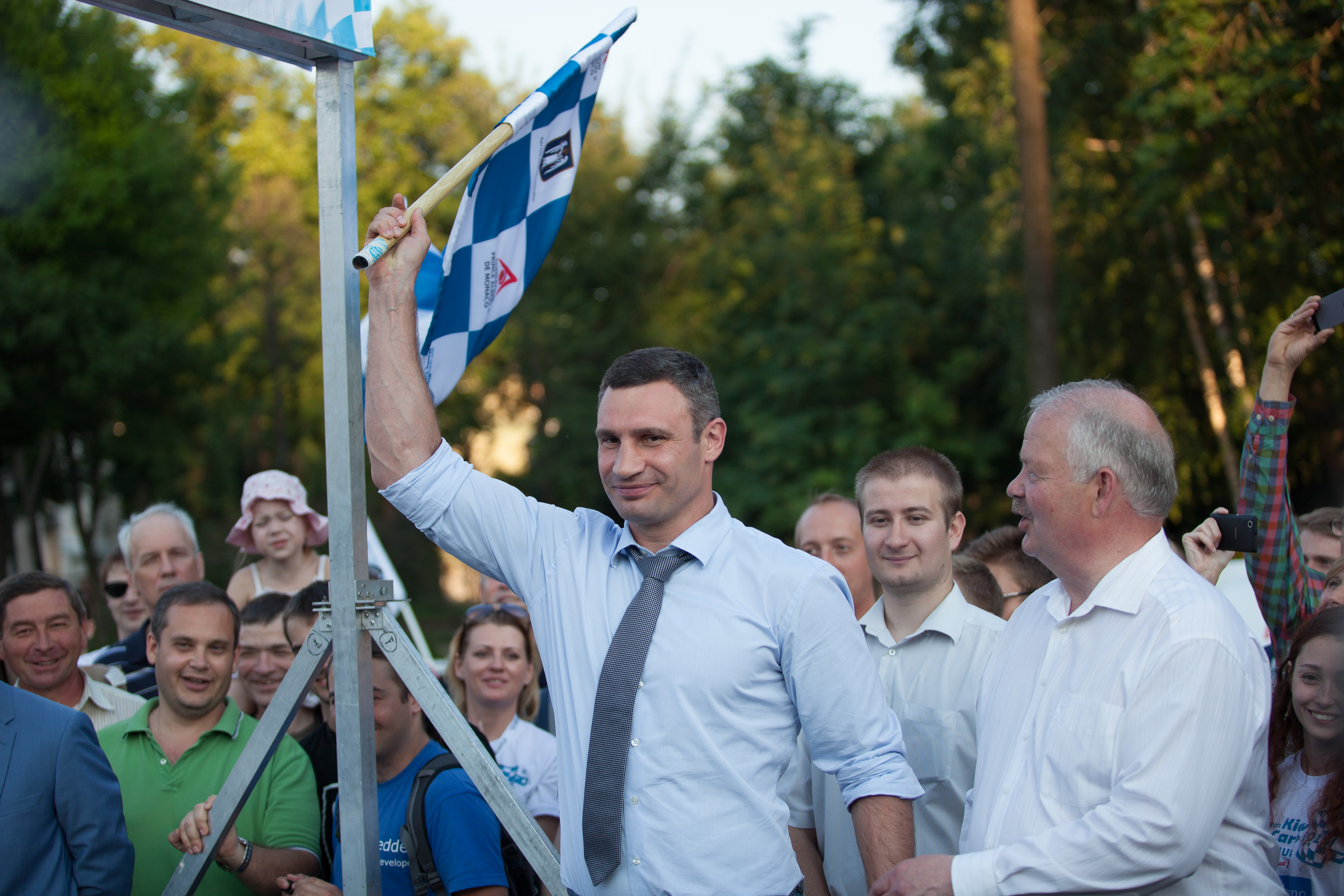
Київський Міський Голова Віталій Кличко дає старт «Електромобільному Марафону 2015»

До участі в ралі допускаються транспортні засоби наступних категорій:
- транспортні засоби серійного виробництва з електродвигуном;
- переобладнані, модифіковані та прототипи транспортних засобів з електродвигуном;
- гібридні автомобілі;
- електричні мотоцикли.

«Електромобільний Марафон» є «інтелектуальним ралі». Він проходить дорогами громадського використання, а мірилом перемоги є не швидкість, а точність розкладу й навігації, надійність автомобілю у довгих та складних заїздах. Еталонний час встановлює так званий «нульовий автомобіль», а переможцем стає та команда, яка приходить максимально близько до еталонного часу. Також всі учасники «Електромобільного Марафону» зобов'язані дотримуватись правил дорожнього руху.

## Оргкомітет

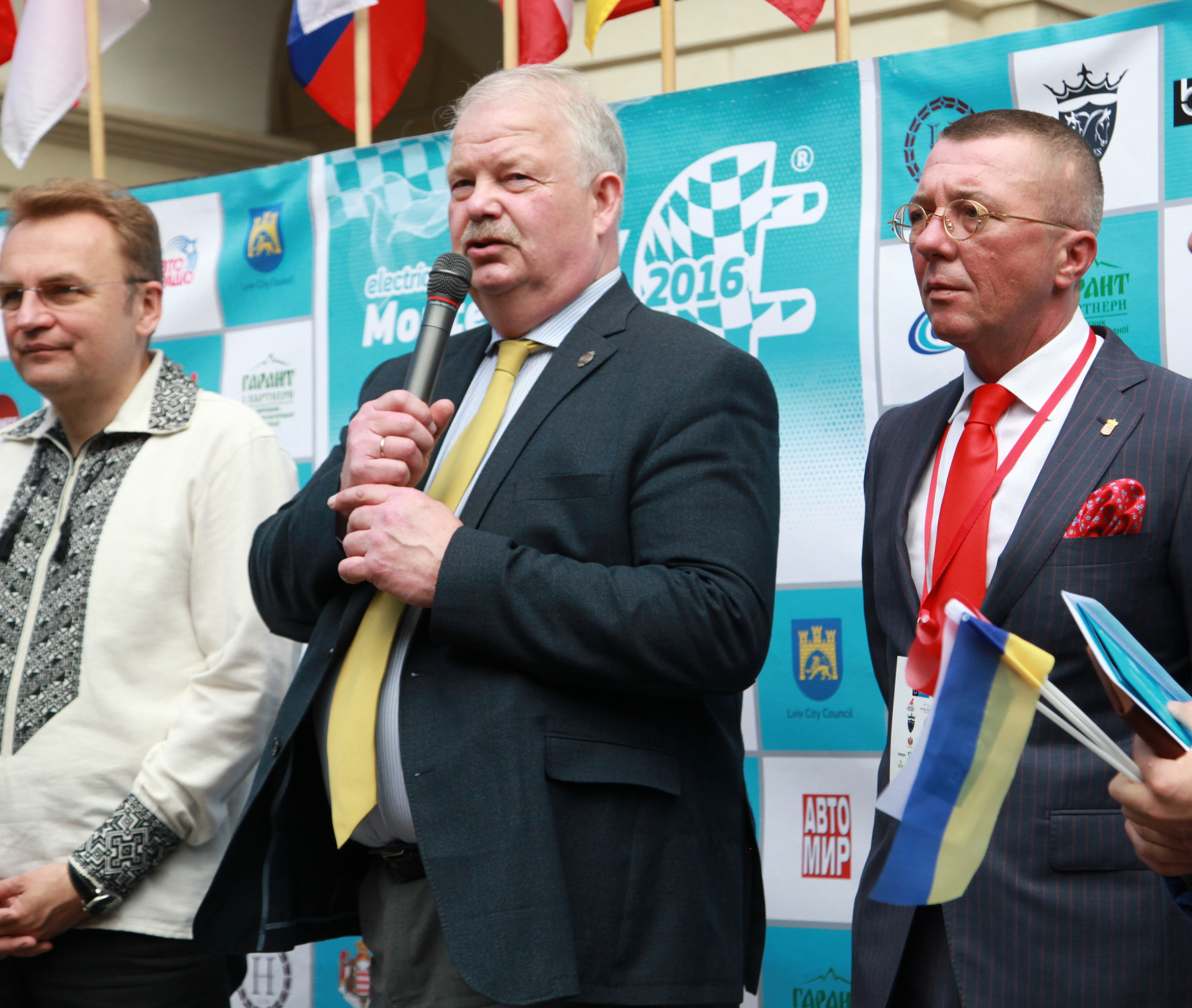
Мер Львову Андрій Садовий, Юрій Тамм та Андрій Білий на церемонії відкриття «Електромобільного Марафону 2016», 22.05.2016

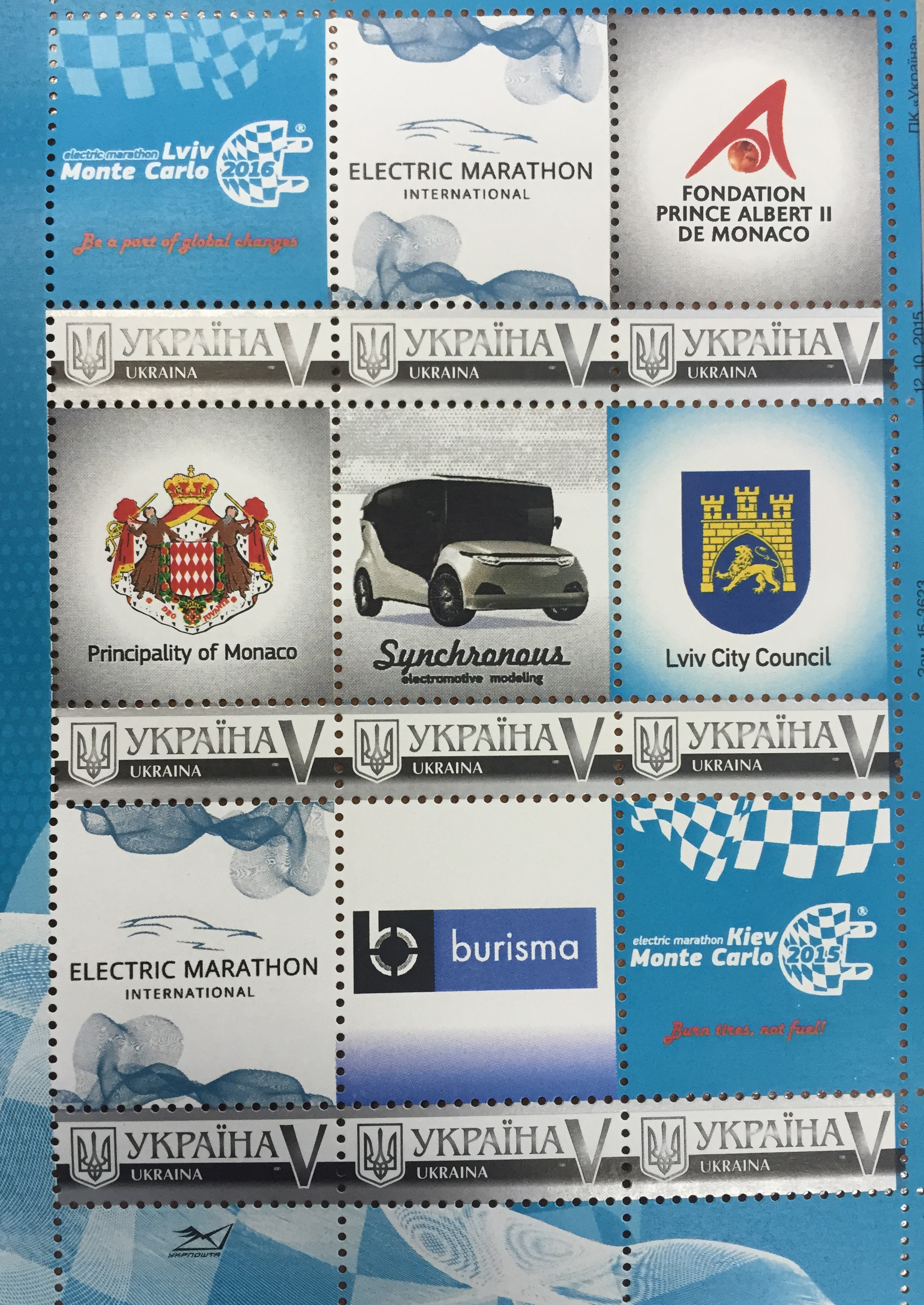
Українські поштові марки, присвячені «Електромобільному Марафону»

Організатором «Електромобільного Марафону» виступає компанія «Electric Marathon International» та Почесне консульство Монако в Естонії. Оргкомітет очолюють Президент Марафону, Почесний Консул Монако в Естонії Юрій Тамм, і Віце-Президент Марафону, український бізнесмен та громадський діяч Андрій Білий.
Електромобільний Марафон проходить під патронатом Його Найсвітлішої Високості Князя Монако Альбера ІІ. Ралі проводиться у співпраці з Фондом Князя Монако Альбера ІІ у особі віце-президента Фонда Бернара Фотріє.

## Історія
Перший Електромобільний Марафон став своєрідним відродженням традицій ралі «Star Race» Таллінн — Монте-Карло" [Архівовано 2 жовтня 2016 у Wayback Machine.], яке проходило з 1930 по 1939 роки. Ідея Марафону належить Князю Монако Альберу ІІ і Почесному Консулу Монако в Естонії Юрію Тамму. У результаті ралі було відроджено у новому форматі, як пробіг електричних і гібридних автомобілів. 
Старт першого Електромобільного Марафону відбувся в 2011 році в Таллінні, у присутності Князя Монако.

## Маршрут
Маршрут і дата проведення «Електромобільного Марафону» змінюються щороку, незмінною лишається тільки фінішний пункт — Палацова площа в Монако.

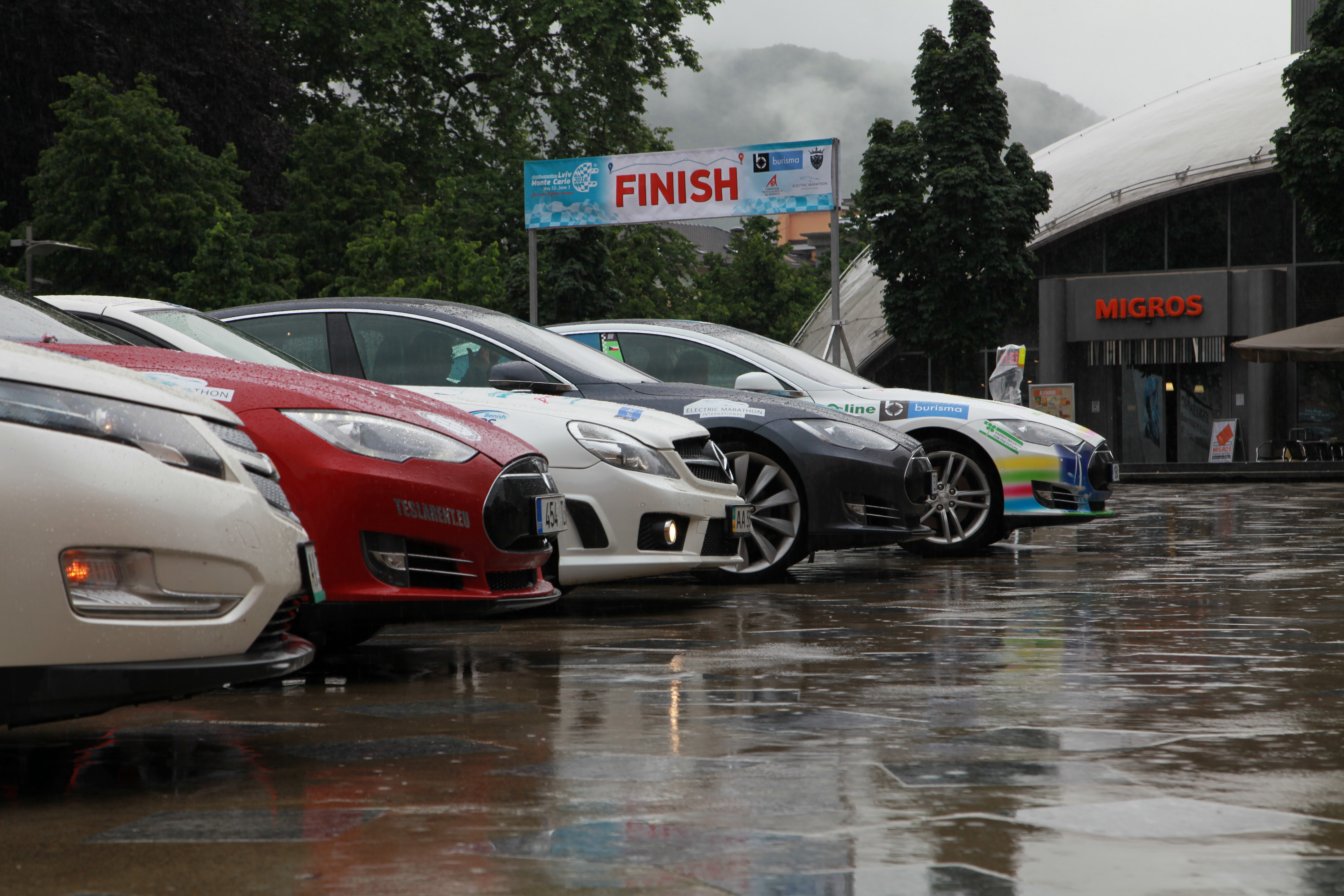
Автомобілі «Електромобільного Марафону» 2016 у Беллінцоні, Швейцарія

У 2011 році Марафон стартував в Таллінні, й проходив з 3 по 11 червня територією Естонії, Фінляндії, Швеції, Данії, Німеччини, Швейцарії, Італії, Франції і Монако.
У 2012 році старт також відбувся в Таллінні, маршрут пройшов по території Естонії, Латвії, Литви, Польщі, Чехії, Словаччини, Австрії, Словенії, Італії, Франції і Монако.
У 2013 році Марафон стартував із Санкт-Петербурга, перетнув Естонію, Латвію, Литву, Польщу, Чехію, Німеччину, Швейцарію, Італію, Францію і Монако. 
У 2015 році урочиста церемонія старту «Електромобільного Марафону» відбулась в Києві. Маршрут пройшов крізь Україну, Польщу, Чехію, Словаччину, Австрію, Словенію, Італію, Францію і Монако.

## Електромобільний Марафон 2016

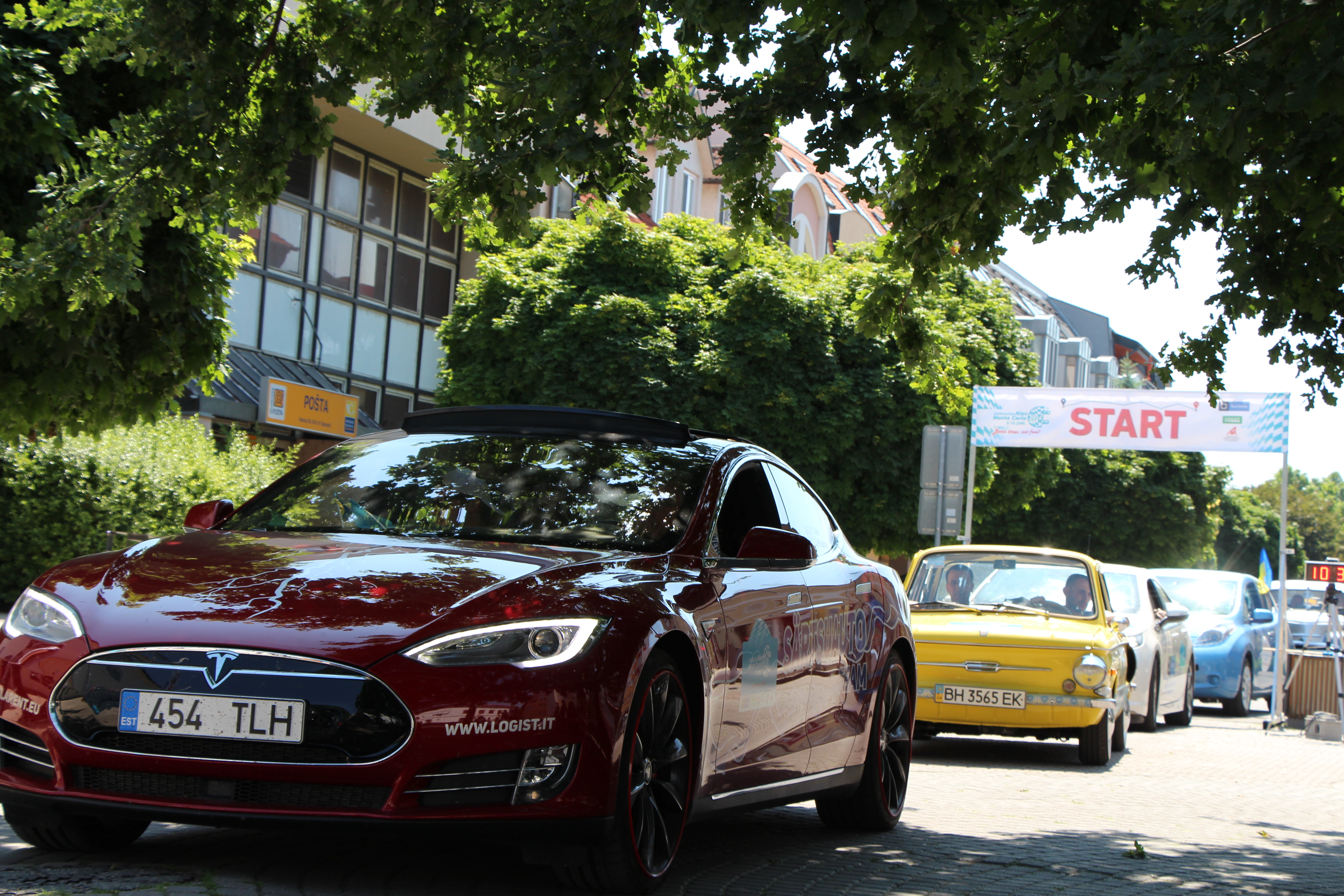
Автомобілі «Електромобільного Марафону 2015» на старті проміжного етапу ралі

У 2016 році відправним пунктом Марафону став Львів. Учасники ралі побували в таких містах, як Львів, Новояворівськ (Україна), Ряшів, Величка (Польща), Острава, Брно (Чехія), Шаморин (Словаччина), Вінер-Нойштадт, Форхдорф, Бад-Шалербах (Австрія), Мюнхен, Ульм, Баден-Баден, Фрайбург (Німеччина), Бекенрід, Беллінцона (Швейцарія), Парма, Болонья, Лардерелло, Піза, Алассіо (Італія), Ментона (Франція), Монте-Карло (Монако).
Загалом в Електромобільному Марафоні 2016 взяли участь 82 електричних та гібридних транспортних засоби — більшість з яких долучались до ралі на окремих етапах.

## Переможці

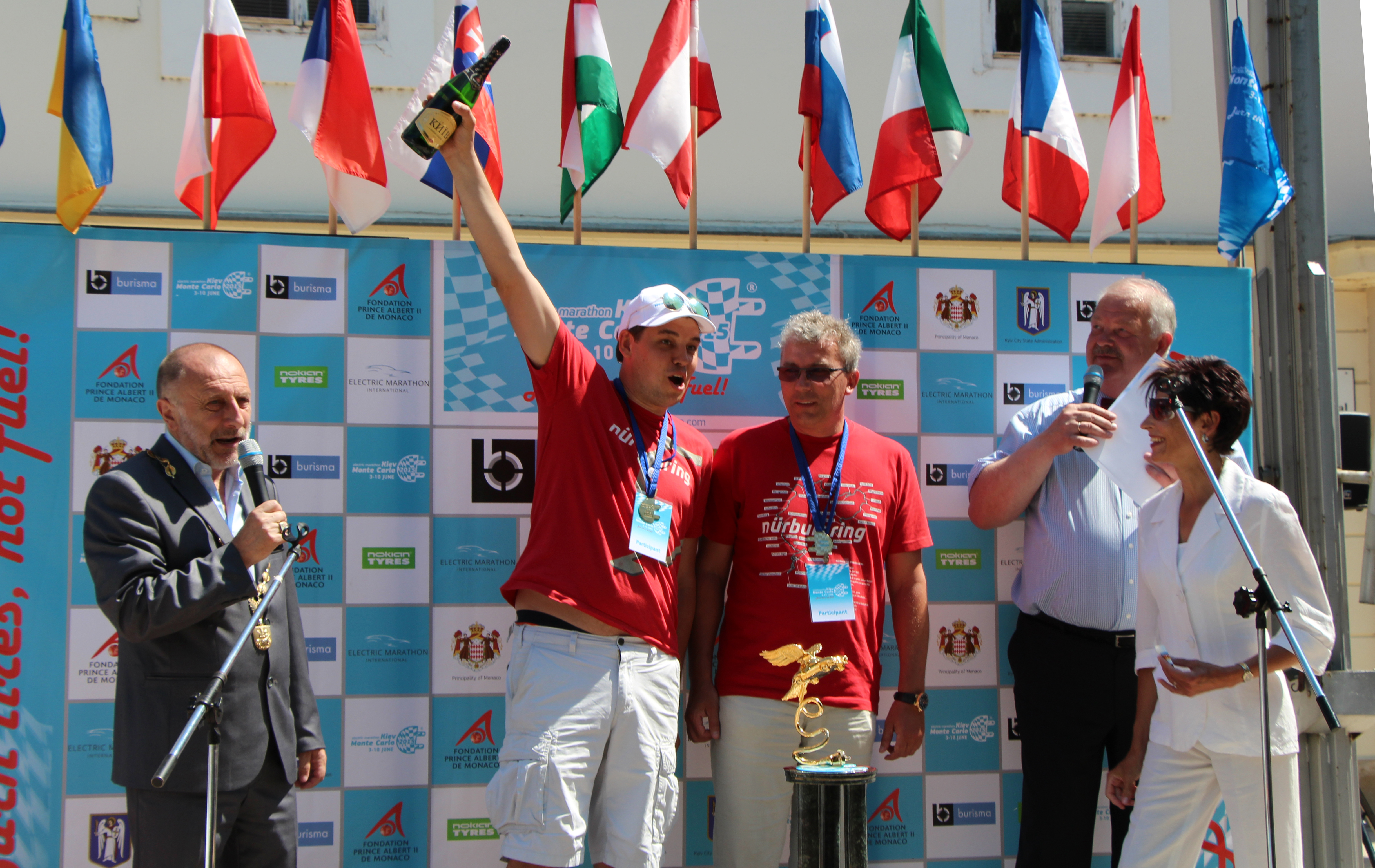
Переможці «Електромобільного Марафону 2015» — естонська команда «Särtsauto»

### У номінації «Електромобілі»
| Рік  | Пілот або команда | Марка авто     |
| ---- | ----------------- | -------------- |
| 2011 | Kristiina Ojuland | Tesla Roadster |
| 2012 | «Olympic Casino»  | Tesla Roadster |
| 2013 | «Half Danes»      | Tesla Model S  |
| 2015 | «Särtsauto»       | Tesla Model S  |
| 2016 | «Särtsauto»       | Tesla Model S  |

### В номінації «Plug-in Гібриди»
| Год  | Пілот або команда | Марка авто     |
| ---- | ----------------- | -------------- |
| 2015 | «Burisma»         | Opel Ampera    |
| 2016 | «Burisma»         | Chevrolet Volt |

## Цікаві факти
- Карл Барлєв, капітан команди Half Danes — переможця «Електромобільного Марафону 2013» — брав участь у ралі разом із всією своєю родиною: дружиною і трьома дітьми, молодшому з яких на той момент виповнилось 11 місяців.[15]
- Андрій Білий, Віце-Президент «Електромобільного Марафону», долучився до ралі у 2011 році[16], як простий учасник, і навіть здобув перемогу на останньому етапі перегонів (Кунео — Монте-Карло) на електромобілі Tesla Roadster.Андрій Білий, Князь Монако Альбер II і екс-президент Польщі Александр Кваснєвський нагороджують переможця «Електромобільного Марафону 2016» в номінації «Plug-In гібриди»

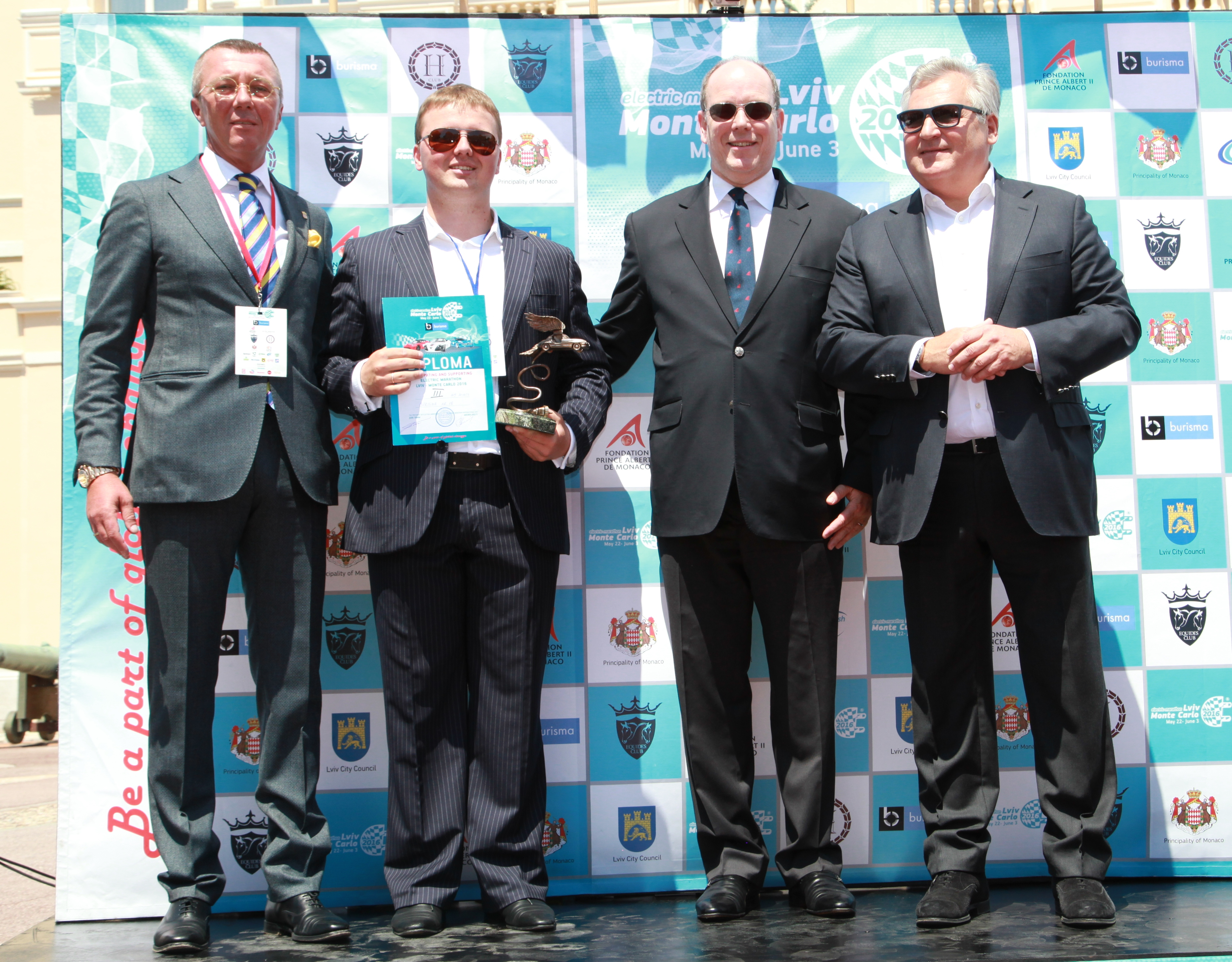
Андрій Білий, Князь Монако Альбер II і екс-президент Польщі Александр Кваснєвський нагороджують переможця «Електромобільного Марафону 2016» в номінації «Plug-In гібриди»

- У старті Електромобільного Марафону — 2013 взяла символічну участь копія Лунохода-1, спеціально доставлена з Політехнічного музею у Москві[17]. З технічної точки зору Луноход є електромобілем.
- У 2013 році команда Іржі Влка (Чехія) не змогла взяти участь у старті Марафону в Санкт-Петербурзі. Чеські учасники виступали на автомобілі Dacia Logan, переобладнаному під їзду на метанолі — проте митні правила Російської Федерації забороняють ввозити на територію країни таку кількість спирту.[18]
- У 2011 році участь у «Електромобільному Марафоні» взяв переобладнаний в електромобіль ГАЗ-М-20 «Победа»[17], а в 2015 році, окрім нього[19] — обладнаний електродвигуном ЗАЗ 968 М[20] одеського інженера Сергія Вельчева і саморобний електромобіль Electra 2[21] українського винахідника Валентина Гербштейна[22].
- В Електромобільному Марафоні 2016 взяв участь прототип електромобіля Synchronous[23], повністю розроблений та зібраний в Україні.
- У 2015 та 2016 роках українське державне підприємство поштового зв'язку «Укрпошта» випустило поштові марки, присвячені «Електромобільному Марафону».